# Jodhpur State Railway
| Jodhpur State Railway                      | Jodhpur State Railway |
| ------------------------------------------ | --------------------- |
| Lokomotive Nr. 22 der JSR, BESA-Baureihe M |                       |
| Streckenlänge:                             | 1943: 1298 km         |
| Spurweite:                                 | 1000 mm (Meterspur)   |
|                                            |                       |

Die Jodhpur State Railway, abgekürzt JSR, war eine Eisenbahngesellschaft im Nordwesten Britisch-Indiens.

## Geschichte
Die staatliche Gesellschaft wurde 1924 gegründet und entstand aus der Jodhpur-Sektion der früheren Jodhpur-Bikaner Railway und der zuvor unabhängigen privaten Jodhpur-Hyderabad Railway. Beide verwendeten die Meterspurweite.
Mahatma Gandhi beschwerte sich in einem Brief 1929 über den schlechten Zustand der Toiletten bei der JSR und bezeichnete diese als „absolut untragbar, unhygienisch und für den menschlichen Gebrauch ungeeignet“.
Nach dem Ende der Kolonialzeit und der Unabhängigkeit 1947 gehörte der größere westliche Teil des JSR-Streckennetzes, der nun auf dem Gebiet eines neu gegründeten Staates lag, zu Pakistan und wurde zusammen mit der North Western Railway und den westlichen Strecken der Bikaner State Railway Teil der Pakistan Western Railway. Der verbliebene weiter zu Indien gehörende östliche Teil des Netzes ging 1952 in der neugegründeten regionalen Northern Railway auf.

## Fahrzeuge
1936 war die JSR im Besitz von 107 Lokomotiven, 243 Personen- und 2611 Güterwagen.

## Klassifizierung
Die JSR wurde nach der von der indischen Regierung 1926 eingeführten Indian Railway Classification als Eisenbahn der Klasse I eingestuft.